# Goniothalamus parallelovenius
Goniothalamus parallelovenius Ridl. – gatunek rośliny z rodziny flaszowcowatych (Annonaceae Juss.). Występuje endemicznie w Indonezji – w prowincjach Borneo Środkowe, Borneo Wschodnie oraz Borneo Zachodnie. 

## Morfologia
PokrójPodszytowe drzewo dorastające do 10 m wysokości.
LiścieNaprzemianległe, pojedyncze. Nie mają przylistków.
KwiatyPłatki mają zielonkawą barwę i osiągają do 65 mm długości.
OwocePojedyncze mają do 15 mm długości, zawierają najczęściej jedno, czasami dwa nasiona, zebrane w owoc zbiorowy.

## Biologia i ekologia
Rośnie w lasach dziewiczych, w lasach zaburzonych działalnością człowieka zazwyczaj jest obecny jako pozostałość sprzed zakłóceń. Występuje na wysokości do 750 m n.p.m.